# Casa Bladé
La Casa Bladé és una obra amb elements barrocs de Riba-roja d'Ebre (Ribera d'Ebre) inclosa a l'Inventari del Patrimoni Arquitectònic de Catalunya.

## Descripció
Situat al carrer del Sol. Edifici entre mitgeres d'una sola crugia. Consta de planta baixa, dos pisos i golfes, amb la coberta a una sola vessant. Sobre el portal d'accés, de factura moderna, hi ha un finestral d'arc pla amb motllura sinuosa a la part superior. El segon pis s'obre amb dos pòrtics de mig punt motllurats a l'intradós i que reposen sobre impostes. Des de la imposta central dels dos arcs en surt una motllura amb forma de carota, que sustenta la cornisa que precedeix el darrer nivell. L'acabat exterior és de restes d'arrebossat, de tonalitat blava al primer pis. El ràfec està acabat amb imbricació ceràmica pintada amb dents de llop.